# Compania a 7-a sub clar de lună
Compania a 7-a sub clar de lună (în franceză La Septième Compagnie au clair de lune) este un film francez de comedie din 1977, regizat de Robert Lamoureux. Este continuarea filmelor Unde este compania a 7-a? (1973) și A fost regăsită compania a 7-a! (1975), fiind ultimul film din seria Compania a 7-a.

## Rezumat
Acțiunea din acest film are loc în anul 1942 în zona ocupată a Franței. După ce au fost demobilizați, Tassin, Pithiviers și sergentul-șef Chaudard s-au reîntors la viața lor anterioară. Chaudard se ocupă din nou de micul său magazin de articole de fierărie de provincie, împreună cu soția sa, Suzanne, și menține din interes bune relații cu Lambert (André Pousse), șeful miliției locale care luptă contra forțelor iudeo-masonice și-l caută pe comandantul Gilles, unul dintre șefii Rezistenței locale. În timp ce fostul sergent-șef primește vizita lui Tassin și Pithiviers, veniți pentru câteva zile în vacanță pentru a evoca vremurile bune dein perioada când au făcut parte din compania a 7-a, el este departe de a bănui că Gorgeton (Gérard Jugnot), cumnatul său, îl ascunde pe comandantul Gilles în pivnița sa, cu complicitatea Suzannei...

## Distribuție
- Jean Lefebvre - Pithiviers
- Pierre Mondy - Chaudard
- Henri Guybet - Tassin
- Patricia Karim - Suzanne Chaudard
- Gérard Hérold - comandantul Gilles
- Gérard Jugnot - Gorgeton
- Jean Carmet - domnul Albert, le passeur
- André Pousse - Lambert
- Michel Berto
- Konrad Von Bork - colonelul din SS
- Rachel Cathoud
- Alain Chevallier
- Jean-François Dérec - Francis
- Herbert Fiala
- François Germain
- Jean-Louis Le Goff
- Pol Le Guen
- Francis Lemaire - domnul Henri
- Gérard Lemaire
- Philippe Le Mire
- Roland Neunreuther
- Yves Peneau
- Alec Sabin
- Jean-Jacques Steen
- Valérie de Tilbourg

## Producție
- Acesta este ultimul film al trilogiei companiei a șaptea după Unde este compania a 7-a? (1973) și A fost regăsită compania a 7-a! (1975). Cu toate acestea, filmul marchează o ruptură cu primele două, care se situează unul în continuarea celuilalt (al doilea film începe exact unde s-a terminat primul și se regăsesc toate personajele). Acțiunea se derulează de data aceasta doi ani mai târziu și nu mai sunt prezente decât cele trei personaje principale (Chaudard, Tassin și Pithiviers), reveniți la viața civilă.
- De fapt, sunt mai multe neconcordanțe între primele două filme și cel de-al treilea:
  - Prenumele lui Chaudard este Louis în primele două filme, dar în al treilea se observă pe vitrina magazinului de fierărie că prenumele său este Paul.
  - În primul film sergentul-șef Chaudard se lăuda cu faimosul său magazin de fierărie, el indicând că acesta este "la Vesoul". Ori, multe elemente din ultimul film (ziarul, nisipul, fuga în Anglia ...) indică faptul că orașul unde se află magazinul de fierărie este pe malurile Loarei, în apropiere de vărsare, deci departe de Haute-Saône.
  - Actorul Konrad von Bork joacă două roluri diferite în primul și al treilea film: de comandant în Wehrmacht în Unde este compania a 7-a? și de colonel în SS în Compania a 7-a sub clar de lună.
- Se remarcă în același mod și unele erori istorice. De exemplu, acțiunea are loc în 1942 în zona ocupată, Kommandantura este locul unde se aflau milițienii. Cu toate acestea, miliția a fost înființată abia în ianuarie 1943 și acțiunea sa a fost limitată doar la zonă liberă.
- Kommandantura din film este de fapt primăria orașului Maule, din Yvelines.
- Scena gropii cu nisip a fost filmată cu concursul Compagnie des sablières de la Seine.
- Secvența din Bretania a fost filmată în portul Dahouët, la Pléneuf-Val-André.
- Mai multe scene au fost filmate la Brie-Comte-Robert, unde este situat atelierul de fierărie.
- Filmul face parte dintr-o trilogie:

– 1973 : Unde este compania a 7-a? de Robert Lamoureux;
– 1975 : A fost regăsită compania a 7-a! de Robert Lamoureux;
– 1977 : Compania a 7-a sub clar de lună de Robert Lamoureux.

## Recepție
- Filmul Compania a 7-a sub clar de lună a fost al 12-lea film francez din 1977 după numărul de spectatori (1.792.134) [1] care l-au vizionat în cinematografele din Franța. Numărul de spectatori a fost cu mult mai mic decât al celor care au vizionat primele două filme de serie, care au fost de aproximativ 4 milioane pentru fiecare din filme.